# Lukanisches Datum
Als Lukanisches Datum wird folgende Angabe im Lukasevangelium, Kapitel 3, Vers 1–2 bezeichnet:

„Es war im fünfzehnten Jahr der Regierung des Kaisers Tiberius; Pontius Pilatus war Statthalter von Judäa, Herodes Tetrarch von Galiläa, sein Bruder Philippus Tetrarch von Ituräa und Trachonitis, Lysanias Tetrarch von Abilene; Hohepriester waren Hannas und Kajaphas. Da erging in der Wüste das Wort Gottes an Johannes, den Sohn des Zacharias.“

Diese Beschreibung des Zeitpunktes, an dem Johannes der Täufer sein öffentliches Wirken begann, entspricht dem damaligen Usus, stellt aber die einzige auf ein Jahr genaue Zeitangabe der Evangelien dar. Sie ergibt eindeutig das Jahr 28 n. Chr. und ist daher für die Chronologie des gesamten Neuen Testamentes wesentlich. Daneben ist nur noch der in der Apostelgeschichte beschriebene Tod des Herodes Agrippa I. sicher auf das Jahr 44 datierbar.
Aus dem Jahr 28 ergibt sich als wahrscheinlichster Termin für die Kreuzigung Jesu das Pessachfest des Jahres 30. Sein Geburtsjahr ist hingegen weniger sicher – zwischen 7 v. Chr. und etwa 3 v. Chr.